# Tirisporellaceae
Die Tirisporellaceae bilden die einzige Familie der Tirisporellales, eine Ordnung der Schlauchpilze (Ascomycota).

## Merkmale
Die Tirisporellaceae bilden einzelne bis gesellige Fruchtkörper, die im Wirtsgewebe eingesenkt oder auch oberflächlich sind. Sie sind kugelig oder fast kugelig, schwarz und lederig bis kohleartig. Die Ostiole, also die Öffnung der Fruchtkörper sind periphysat, das heißt, sie haben fädige Filamente entlang der Öffnung und ist halsartig verlängert. Die Peridie ist dickwandig. Paraphysen sind vorhanden. Die Schläuche (Asci) sind zylindrisch bis keulenförmig. Die Sporen sind spindelförmig (fusoid), gerade bis sichel- und mondförmig, in zwei bis drei Reihen angeordnet und sind ein- bis siebenfach septiert. Sie sind durchscheinend bis braun mit blassen Endzellen. Ihre Zellwand ist glatt oder warzig mit oder ohne Anhängsel. Die Nebenfruchtform ist entweder nicht bekannt oder wenn vorhanden ähnlich der Gattungen Craspedodidymum (Ordnung Chaetosphaeriales) und Phialophora (Ordnung Chaetothyriales).

## Ökologie
Vertreter der Tirisporellaceae leben saprob und  auf untergetauchtem Holz oder verrottenden Zweigen in terrestrischen oder aquatischen Habitaten.

## Systematik und Taxonomie
Die Familie Tirisporellaceae wurde 2015 von Satinee Suetrong, Evan Benjamin Gareth Jones und Ka Lai Pang erstbeschrieben. Die Ordnung wurde im selben Jahr von denselben Autoren erstbeschrieben.
Die Familie wird auch als zur Ordnung Diaporthales gestellt. Da die Familie aber vor allem marin ist, im Gegensatz zu den übrigen Diaporthales, wird von einer Synonymisierung von Tirisporellales Abstand gehalten, bevor es nicht mehr Daten gibt.
Folgende Gattungen gehören zur Familie:
- Bacusphaeria mit nur einer Art Bacusphaeria nypae
- Thailandiomyces  mit nur einer Art Thailandiomyces bisetulosus
- Tirisporella mit nur einer Art Tirisporella beccariana
- Pseudothailandiomyces mit nur einer Art Pseudothailandiomyces nypae wurde erst 2024 beschrieben.[6]